# Christian B. Lang
Christian (Bernd) Lang (* 2. November 1948 in Graz, Österreich) ist ein österreichischer theoretischer Physiker, bekannt für seine Beiträge zur Gittereichtheorie. Seit 1983 ist er Professor am Institut für Theoretische Physik der Universität Graz, dem er für viele Jahre als Leiter vorstand und wo er auch eine Forschungsgruppe zur Elementarteilchenphysik gründete. Er ist (Co-)Autor von ca. 240 Forschungsartikeln und von zwei Lehrbüchern.

## Leben
Nach dem Studium der Physik an der Universität Graz promovierte er Summa cum Laude Sub auspiciis praesidentis rei publicae (1973). Nach Positionen an der Universität Karlsruhe (heute: Karlsruher Institut für Technologie) und am CERN ist er seit 1983 Professor für Theoretische Physik an der Universität Graz. Zahlreiche längere Auslandsaufenthalte führten ihn nach Deutschland, Schweiz, USA, Schweden und Irland. Er leitete das Institut für Theoretische Physik der Universität Graz in den Jahren 1988–1990, 1996–1999 und 2001–2004 und die Forschungsgruppe "Quantenfeldtheorie auf Gittern" seit 1983. Er ist seit 2014 im Ruhestand, aber weiter wissenschaftlich tätig.
Er ist verheiratet mit Eleonore Lang und hat zwei Söhne (Alexander, Thomas).

## Forschung
Sein Forschungsgebiet ist die Elementarteilchenphysik. Schwerpunkt bis 1980 war S-Matrix Theorie und Phänomenologie der Mesonen. Seit seinem Aufenthalt am CERN 1980–1982 und angeregt durch eine Zusammenarbeit mit Claudio Rebbi und Peter Hasenfratz ist sein Themenschwerpunkt die Gitterformulierung der Quantenchromodynamik. Zu diesem Thema verfasste er (mit Co-Autoren) über 200 Publikationen und 2010 gemeinsam mit Christof Gattringer die Monographie "Quantum Chromodynamics on the Lattice". Christian Lang war 1991–2015 Specialist Field Editor der Fachzeitschrift "Computer Physics Communications", 1994–1996 Mitglied des Scientific Council am DESY, 2005–2007 Mitglied des Kuratoriums des Fonds zur Förderung der wissenschaftlichen Forschung in Österreich und 2012–2016 Mitglied des Scientific Steering Committee von  Partnership for Advanced Computing in Europe.

## Lehre
Christian Lang betreute zahlreiche Diplomanden und Diplomandinnen und 15 Dissertanten und Dissertantinnen. Gemeinsam mit Norbert Pucker verfasste er das Lehrbuch "Mathematische
Methoden in der Physik", das 2016 in der 3. Auflage erschien.

## Werke (Auswahl)
- mit Christof Gattringer: "Quantum Chromodynamics on the Lattice - An Introductory Presentation", Springer-Verlag Berlin, Heidelberg, New York (16. Oktober 2009), ISBN 978-3-642-01850-3.
- mit Norbert Pucker: "Mathematische Methoden in der Physik", Springer Spektrum (3. Aufl. 2016), ISBN 978-3-662-49313-7
- mit Leopold Mathelitsch: "Wunderkammer Natur", Verlag Anton Pustet Salzburg (2023), ISBN 978-3702510763
- mit Leopold Mathelitsch: "Haben Sie eines gesehen? Eine unterhaltsame Teilchenphysik", Springer-Verlag Berlin, Heidelberg (2024), ISBN 978-3-662-67971-5.